# Thomas von Heesen
Thomas von Heesen (ur. 1 października 1961 w Höxter) – niemiecki trener piłkarski i piłkarz występujący na pozycji pomocnika.

## Kariera klubowa
Von Heesen treningi rozpoczął w wieku 6 lat w klubie DJK Albaxen. Karierę juniorską kontynuował w zespołach VfL Höxter oraz 1. FC Paderborn. W 1980 roku trafił do Hamburgera SV z Bundesligi. W tych rozgrywkach zadebiutował 20 września 1980 roku w wygranym 2:1 meczu z Bayerem Uerdingen. 30 maja 1981 roku w zremisowanym 1:1 spotkaniu z Karlsruher SC strzelił pierwszego gola w trakcie gry w Bundeslidze. W tym samym roku wywalczył z zespołem wicemistrzostwo RFN. W 1982 roku zdobył z nim mistrzostwo RFN, a także wystąpił w finale Pucharu UEFA, gdzie Hamburger został pokonany w dwumeczu przez IFK Göteborg. W 1983 roku von Heesen ponownie został mistrzem RFN, a także wygrał z klubem rozgrywki Pucharu Mistrzów. W 1984 roku po raz drugi wywalczył z nim wicemistrzostwo RFN. W 1987 roku po raz kolejny został wicemistrzem RFN. Z drużyną zdobył także Puchar RFN. W Hamburgerze von Heesen spędził 14 lat. W tym czasie rozegrał tam 368 ligowych spotkań i zdobył 99 bramek.
W 1994 roku odszedł do Arminii Bielefeld z Regionalligi West/Südwest. W 1995 roku awansował z nią do 2. Bundesligi, a rok później do Bundesligi. 31 maja 1997 roku w przegranym 2:4 pojedynku z VfB Stuttgart von Heesen po raz ostatni zagrał w Bundeslidze. Po tym meczu zakończył karierę.

## Kariera reprezentacyjna
W latach 1981–1985 von Heesen rozegrał 6 spotkań i zdobył 2 bramki w reprezentacji RFN U-21. W 1982 roku podczas Mistrzostw Europy U-21 wywalczył z kadrą wicemistrzostwo Europy.

## Kariera trenerska
Po zakończeniu kariery piłkarskiej von Heesen został trenerem. Jego pierwszym klubem była Arminia Bielefeld, gdzie zakończył karierę piłkarza. Arminię prowadził w sezonie 1998/1999, gdy ta grała w 2. Bundeslidze. Wygrał z nią wówczas te rozgrywki i awansował do Bundesligi. Zrezygnował jednak z pracy i został dyrektorem sportowym w Hannoverze 96.
Od grudnia 2000 do sierpnia 2001 von Heesen trenował drugoligowy 1. FC Saarbrücken, z którym spadł do Regionalligi. Od lutego 2004 do kwietnia 2004 był tymczasowym szkoleniowcem Arminii Bielefeld, a w maju 2005 został jej stałym trenerem. Pracował tam do lutego 2007. W tym czasie prowadzona przez niego drużyna występowała w Bundeslidze.
Od lutego 2008 do sierpnia 2008 von Heesen trenował 1. FC Nürnberg, z którym w tym czasie awansował z 2. Bundesligi do Bundesligi. W latach 2008–2010 był szkoleniowcem cypryjskiego Apollonu Limassol.
Od listopada 2011 do listopada 2012 prowadził austriacki zespół Kapfenberger SV. Od lipca 2014 do lutego 2015 pełnił funkcję zastępcy przewodniczącego rady nadzorczej spółki HSV Fußball AG.
Od 1 września 2015 von Heesen piastował funkcję trenera Lechii Gdańsk. Swój debiut trenerski w gdańskiej drużynie zaliczył 11 września 2015 w zremisowanym 0:0 meczu z Koroną Kielce. W 11 kolejkach pod wodzą von Heesena gdański klub zdobył 11 punktów. 3 grudnia 2015 rozwiązano umowę z trenerem z powodu słabych wyników zespołu, który zajmował po 18 kolejkach 14. miejsce (na 16 zespołów).